# Collegiata di Santa Maria Maggiore (Collescipoli)
La collegiata di Santa Maria Maggiore è una chiesa di Collescipoli, frazione di Terni, monumentale borgo di cinquecento abitanti, asserragliato su una collina per la sua strategica posizione tra la Via Flaminia e la Salaria, punto di osservazione per la difesa del vicino capoluogo.

## Descrizione
Eretta su un edificio romanico, la collegiata, con quella di S. Nicolò, ha un ruolo preminente rispetto alle altre chiese del paese. Mostra un prospetto quattrocentesco, con interessante portale del 1515 realizzato dall'architetto Rocco da Vicenza: nel 1730 vi fu un rifacimento (usuale in quei tempi) dell'intera facciata.
A sinistra la cinquecentesca torre campanaria, con porta, conserva, invece, le bifore e la cuspide gotica.
L'interno, ad una sola navata, si presenta in modo assai sontuoso, con un numero rilevante di ornamenti barocchi, stucchi del ticinese Michele Chiesa e altari di grande evidenza architettonica. 
A destra, al terzo altare, arricchito da elaborati stucchi di Gregorio Grimani, è la Madonna del Rosario attribuita a Niccolò Circignani, sormontata, nel centro del timpano, da una tela con l'Eterno del Cavalier d'Arpino.
Al terzo altare sinistro si trova la Flagellazione di Cristo attribuita a Niccolò Circignani, mentre il primo altare, con gli stemmi della famiglia Catucci, alloggia un'interessante tela raffigurante la Morte di San Giuseppe. Il dipinto, che mostra riferimenti bolognesi o reniani, è opera di un pittore ancora ignoto chiamato convenzionalmente "Pittore della Morte di San Giuseppe".
A destra del presbiterio si impone lo sfarzoso organo costruito nel 1678 dall'organaro gesuita olandese Willelm Hermans e restaurato da Riccardo Lorenzini nel 1995. La cassa è realizzata in legno con decorazioni in finto marmo. La tribuna ha una balaustra lignea con quattro pannelli dipinti e dorati, raffiguranti scorci paesaggistici. Anche la ringhiera è mirabilmente dorata e scolpita.
In chiesa è anche un altro organo, di autore anonimo e della fine del XVII secolo, restaurato nel 2012, già nella chiesa della Madonna del Colle.